# Erik Oskar Stövling
Erik Oskar Stövling, född 17 december 1913 i Dala-Järna socken, Dalarna, död 21 mars 1991 i Hässelby, var en svensk reklamtecknare, målare och tecknare.
Han var son till hemmansägaren Stövling Erik Persson och Lisa Nilsson och 1947–1969 gift med Britta Stövling (född Olsson). Stövling studerade vid Ollers målarskola 1937 och dekorativ målning vid Högre konstindustriella skolan 1938–1942 samt genom självstudier under resor till bland annat Frankrike och England. Efter sin utbildning arbetade han bland annat på Åhlen & Åkerlunds annonsservice och Almqvist & Wiksells bokförlag som reklamtecknare och illustratör. Vid sidan av sitt arbete ägnade han sig åt fri konstnärlig verksamhet och han medverkade några gånger i Nationalmuseums utställning Unga tecknare under 1940-talet. Separat ställde han ut med målningar och teckningar på Louis Hahnes konsthandel i Stockholm 1950. Hans konst består av landskapsskildringar och figurteckningar. Stövling är representerad vid Moderna museet i Stockholm.